# جوزيف وينر
جوزيف وينر (بالإنجليزية: Joseph Winner)‏ هو كاتب أغاني وملحن أمريكي، ولد في 1837، وتوفي في 1918.

## وصلات خارجية
- جوزيف وينر على موقع IMDb (الإنجليزية)
- جوزيف وينر على موقع ميوزك برينز (الإنجليزية)
- جوزيف وينر على موقع ديسكوغز (الإنجليزية)